# Neumühle (Nettetal)
Die Neumühle ist eine an der Nette gelegene Wassermühle in Lobberich mit einem unterschlächtigen Wasserrad.

## Geographie
Die Neumühle hat ihren Standort an der Nette, in Sassenfeld 1a 1b, im Stadtteil Lobberich in der Stadt Nettetal im Kreis Viersen in Nordrhein-Westfalen. Die Nette hat hier eine Höhe von ca. 42 m über NN.
Die Pflege und Unterhaltung des Gewässers obliegt dem Netteverband, der in Nettetal seinen Sitz hat.

## Geschichte
Die Neumühle wurde 1375 von Wilhelm von Jülich an Gerhard von Bocholtz in Erbpacht gegeben. Zu diesem Zeitpunkt hieß sie noch „Roxforter Mühle“. Zusammen mit einer von Bocholtz um 1600 gebauten Windmühle, die sie Neumühle nannten, bildeten beide eine wirtschaftliche Einheit. Die Windmühle verschwand um 1900 wieder ohne Spuren zu hinterlassen. Sie hinterließ allerdings Namen, die heute noch Bestand haben. Das ausgetorfte Windmühlenbruch war zum Mühlenweiher für die Wassermühle geworden und hat auch den Namen Neumühle übernommen. Dass man die Mühle zeitweise auch Gartzmühle nannte, lag an der Müllersippe Gartz, denen seit 1846 die Mühle gehörte.
Die Kornmühle mit einem unterschlächtigen Wasserrad wurde seit 1907 von einer Turbine unterstützt, die 1948 noch einmal erneuert und verbessert wurde. Sie leistete bis zu 26 PS je nach Wasserstand. Die Mühle war noch bis vor einigen Jahren in Betrieb. Das Mühlengebäude wird zurzeit zum Wohnhaus umgebaut.

## Galerie

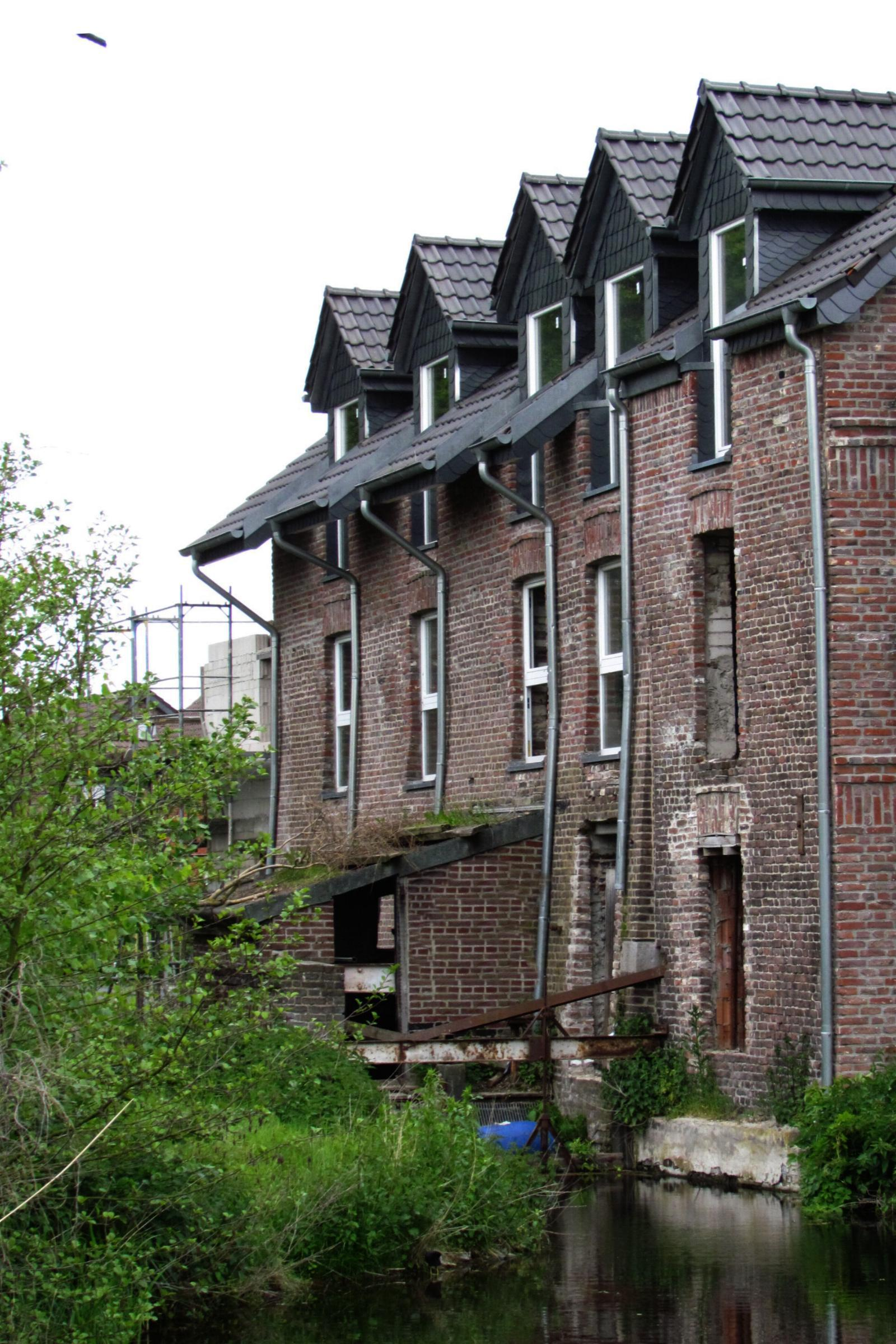
Die Neumühle in Umbau
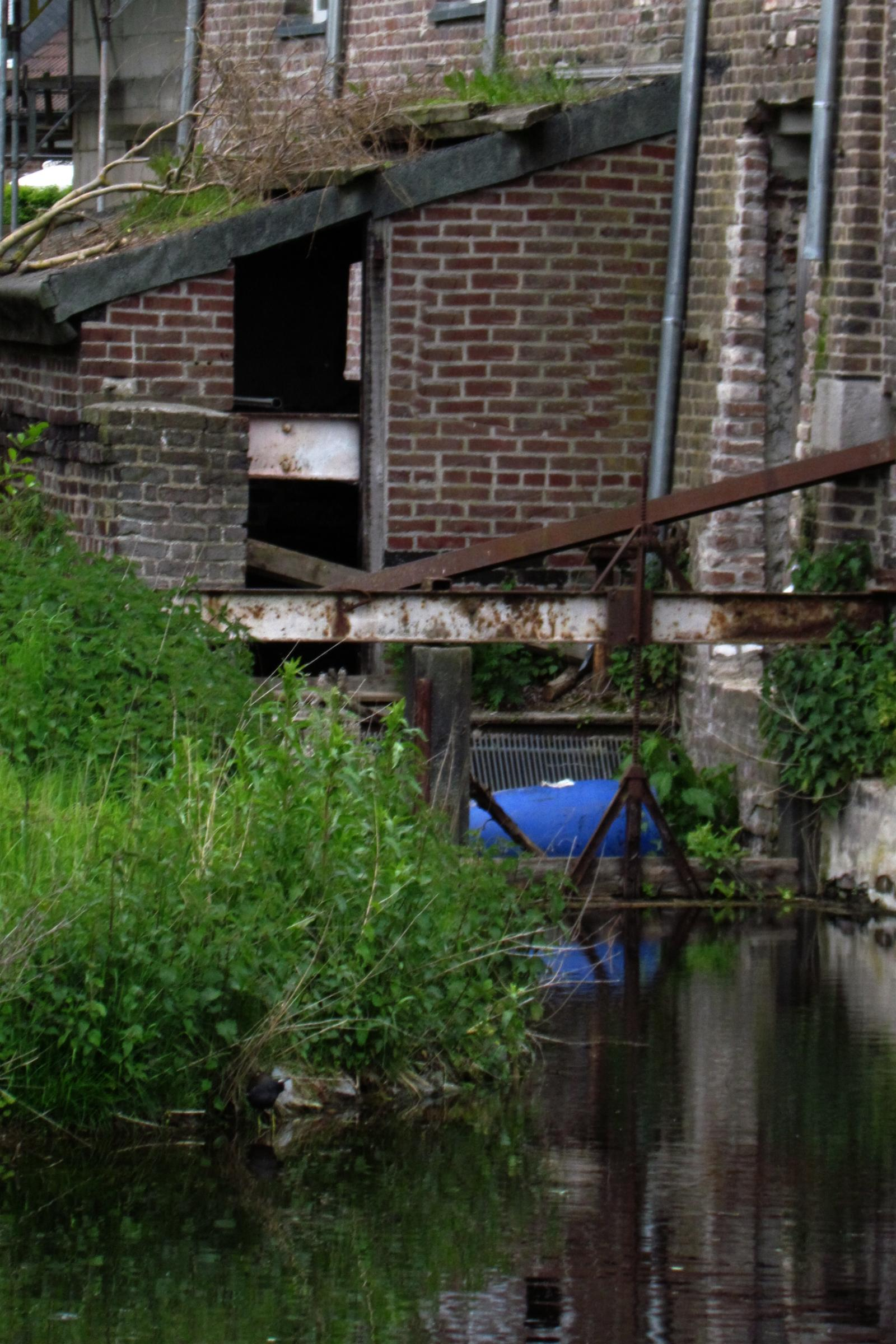
Wasserzulauf an der Neumühle
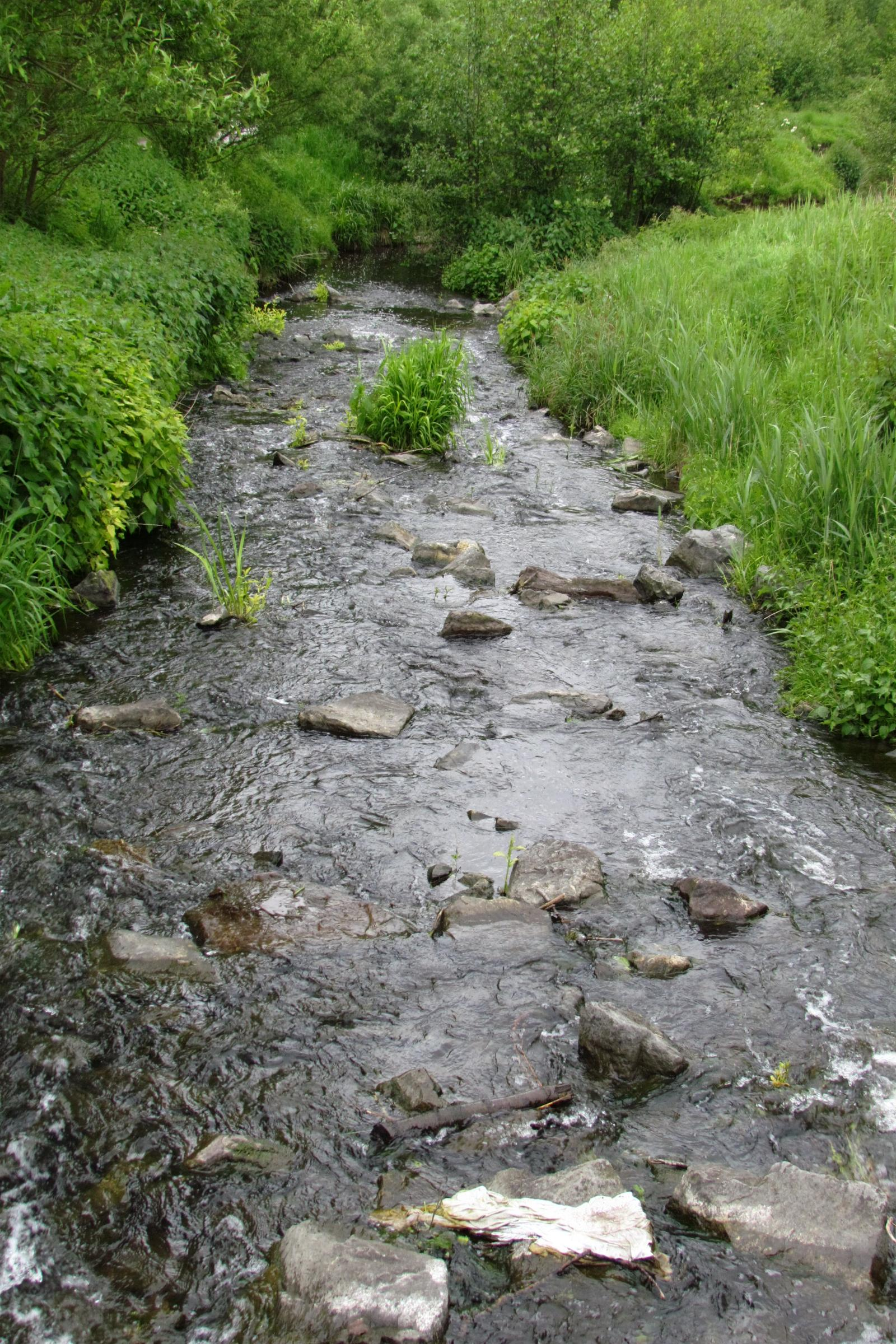
Netteverlauf an der Neumühle
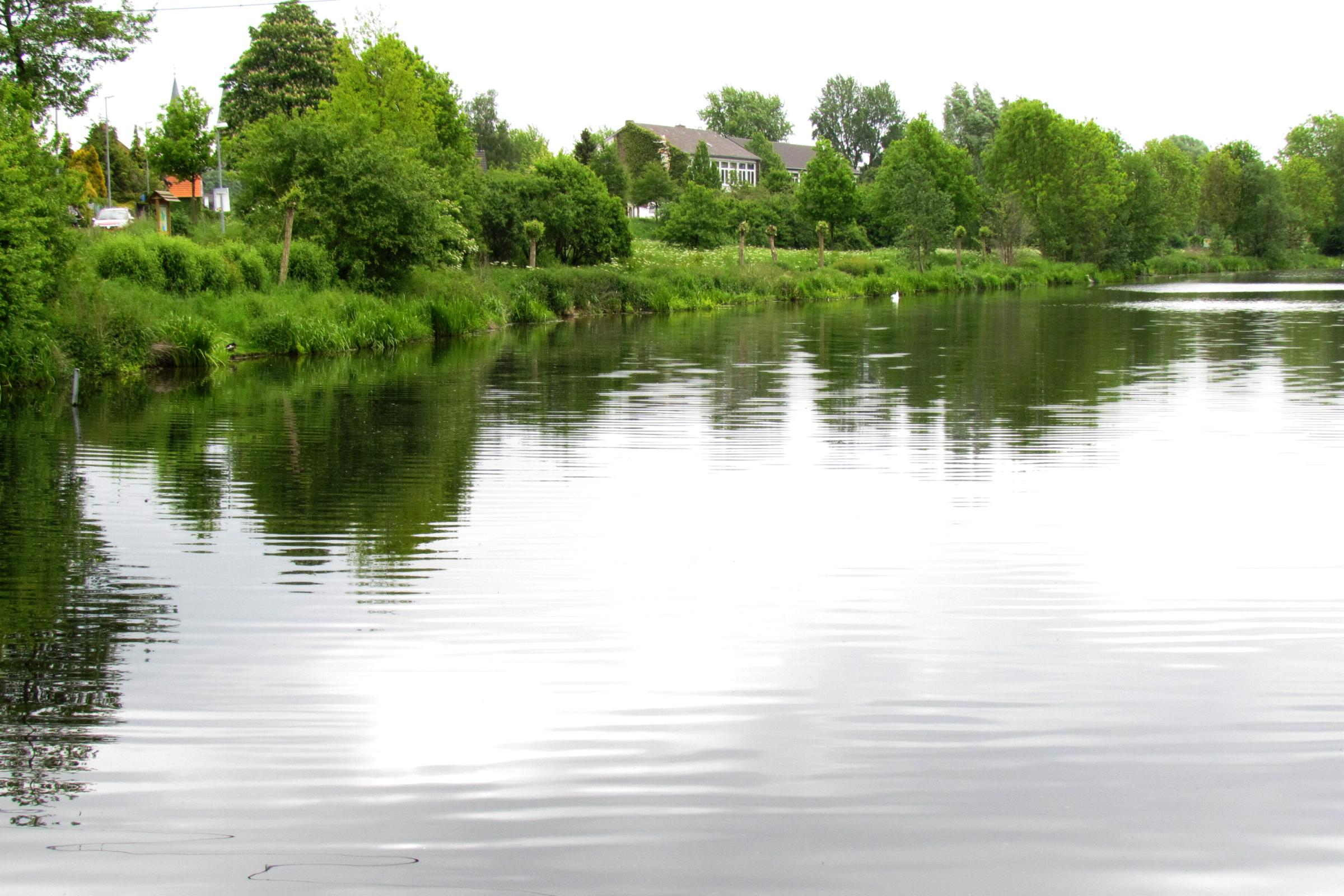
Das Windmühlenbruch an der Neumühle